# Gustav Spörri
Gustav Spörri (* 20. Juli 1902 in Zell am Harmersbach; † 29. Mai 1976 in Schaffhausen) war ein Schweizer Keramikkünstler.

## Biografie
Spörris Vater war ein aus dem schweizerischen Tösstal eingewanderter Töpfer, seine Mutter eine einheimische Bäckerstochter. Das Ehepaar Spörri-Rauer hatte neun Kinder, fünf von ihnen starben während des Ersten Weltkriegs. Gustav Spörri begann nach der Schule eine Lehre als Keramikmaler bei Georg Schmider in den Vereinigten Keramischen Werken in Zell am Harmersbach. Nach der Lehre folgten Weiterbildungen an der Staatlichen Majolika-Manufaktur in Karlsruhe bei Max Laeuger, an der Kunstgewerbeschule Dresden und an der Kunstakademie Wien. 
Im Mai 1934 heiratete Gustav Spörri Liselotte «Lilo» Zickner (1907–1980). Von 1932 bis 1945 arbeitete er bei Villeroy & Boch in Dresden und stieg dort zum künstlerischen Leiter auf.
1946 geriet Spörri in Dresden, das im Februar 1945 schwer bombardiert und im Mai von der Roten Armee besetzt worden war, in Gefangenschaft und wurde zu Zwangsarbeit verurteilt. Dank Unterstützung aus Bern gelang dem Ehepaar Spörri mit der achtjährigen Adoptivtochter Elke 1948 die Flucht in die Schweiz. Dort wurde im selben Jahr die Tochter Heide geboren. Für kurze Zeit arbeitete Gustav Spörri in einer Töpferei bei Thun. Dann wechselte er in die Kunstkeramische Abteilung der Tonwarenfabrik Ziegler AG in Schaffhausen, wo er von 1949 bis 1964 künstlerischer Leiter war.
1951 baute das Ehepaar Spörri das Wohn- und Atelierhaus «Trubegüetli» im Urwerf-Quartier in Neuhausen am Rheinfall. Dort begann Spörri parallel zu seiner Tätigkeit bei der Ziegler AG mit seinem selbständigen Schaffen als Keramiker und Künstler, und nach seinem Ausscheiden bei Ziegler arbeitete er ausschließlich im eigenen Atelier. Spörri starb an Krebs.

## Werk
Gustav Spörris umfangreiches keramisches Werk ist beinahe in Vergessenheit geraten. Dem wirkt ein 2013 erschienener Bildband des Spörri-Sammlers Markus Strübin entgegen. Zum Œuvre Spörris zählen nicht nur Keramiken, sondern auch Mosaiken, Ölbilder, Aquarelle, Zeichnungen und Hinterglasmalereien. Werke von Gustav Spörri werden international gehandelt und finden sich in vielen Sammlungen.

## Ausstellungen
- Galerie tabouret, Schaffhausen, 15.–29. September 2012[11][12]
- Galerie am Hirschengraben, Zürich, 26. Februar – 10. März 2013[13]